# Ludwig Rödl
Ludwig Rödl est un joueur d'échecs allemand né le 30 avril 1907 à Nuremberg et mort le 23 mars 1970 à Nuremberg. Covainqueur du congrès de la fédération allemande en 1931, Ludwig Rödl représenta l'Allemagne lors de l'olympiade d'échecs officieuse de Munich en 1936 et remporta la médaille de bronze par équipe et la médaille d'or individuelle au septième échiquier. Il reçut le titre de maître international en 1953. 

## Carrière aux échecs

### Congrès allemands et championnats d'Allemagne
En 1929, Rödl finit à la première-troisième place du Hauptturnier (tournoi d'accession) B du  26e congrès de la fédération allemande (ancêtre du championnat d'Allemagne) à Duisbourg. En 1931, il finit premier ex æquo avec  Efim Bogoljubov du 27e congrès allemand à Swinemünde mais perdit le match de départage contre Bogoljubov disputé à Nuremberg en novembre 1931 (2 à 4). 
Lors du premier championnat d'Allemagne à Bad Pyrmont, en 1933, il finit deuxième derrière Efim Bogoljubov. En 1934, il fut troisième du championnat d'Allemagne à Aix-la-Chapelle (championnat remporté par Carl Carls).
Après la Seconde Guerre mondiale, il termina deuxième du championnat d'Allemagne à Weidenau en 1947.

### Tournois individuels
Rödl a remporté le tournoi de Bamberg en 1927 (ex æquo avec Hans Inzenhoffer) et 1930 (ex æquo avec Gerhard Weissgerber) et Munich en décembre 1927 (ex æquo avec Hans Gerhard).
Il gagna à Pirmasens en 1931 (5 points sur 5).  En 1932, il finit deuxième des tournois de Ludwigshafen et Swinemünde.
En 1936, il finit troisième ex æquo du tournoi de Bad Elster remporté par Efim Bogoljubov et Eduard Hahn. Il marqua la moitié des points (4,5/9) lors du tournoi international de Dresde remporté par Alexandre Alekhine (il annula ses parties contre Alekhine, Stahlberg, Maroczy, Sämisch et Kérès). En 1940, il remporta le tournoi de Bad Elster, ex æquo avec Karl Gilg.
En 1947, il fut deuxième, derrière Bogoljubov, à Lunebourg (devant Rellstab) et vainqueur à Riedenburg (14,5 / 17, + 12, =5), devant Wolfgang Unzicker. En 1948, il fut troisième du tournoi de Bad Nauheim (victoire de Unzicker et Rellstab).

### Matchs
Rödl remporta un match contre Ludwig Engels en 1930 à Dusseldorf (5,5 à 2,5). En 1938, il battit Berqvist (1,5-0,5) lors du match Allemagne-Scandinavie à Brême.